# César Silió y Cortés
César Silió y Cortès (Medina de Rioseco, 18 d'abril de 1865 - Madrid, 17 d'octubre de 1944) va ser un polític, jurisconsult, historiador i periodista espanyol, pare de l'historiador Vicente Silió Beleña.

## Biografia
Va ser Ministre d'Instrucció Pública i Belles arts en el regnat d'Alfons XIII, amb Antoni Maura i Montaner en 1919 i amb Sánchez Guerra en els anys 1921 i 1922. Va ser regidor, tinent d'alcalde, diputat des de les eleccions generals espanyoles de 1903 i senador per la província de Valladolid.
Va estudiar en la Universitat de Valladolid i en la Central, i es va llicenciar en Dret Civil i Canònic. Una vegada acabats els seus estudis, es va incorporar al Col·legi d'Advocats de Valladolid i va començar la seva carrera professional com passant en el despatx d'Angel M. Álvarez Taladriz, criminalista adscrit a l'escola positivista italiana de Cesare Lombroso, Ferri i Garofalo, de gran influència en la seva formació intel·lectual.
Era fill d'Eloy Silió, industrial càntabre establert en Valladolid, que va ser un dels representants més característics de la burgesia d'aquesta ciutat, fundador de la Tejera Mecànica i de la Ceràmica, membre de la Junta Directiva de la Cambra de comerç val·lisoletana, accionista de cervesa El Águila i de la Sociedad Industrial Castellana.
Va ser director del periòdic El Norte de Castilla, i després del diari La Libertad. Va ser president de la primera Associació de la Premsa de Valladolid a la fi de segle. Com a ministre va incorporar els ensenyaments de publicitat al seu pla de reforma de les Escoles de Comerç.
Durant el seu primer mandat com a Ministre d'Instrucció Pública i Belles arts amb Antoni Maura i Montaner, es va aprovar el Reial decret de 21 de maig de 1919 d'autonomia universitària, conegut com el Decret Silió o el Pla Silió, que tractava de modificar el model centralista vuitcentista vigent de la Llei Moyano de 1857. Aquest Decret suposava el reconeixement de l'autonomia administrativa de les universitats i la seva capacitat per tenir els seus propis estatuts, establir els seus propis plans d'estudi, nomenar professorat o escollir al seu propi rector. Però el Decret Silió no sols reconeixia l'autonomia de les universitats, sinó que a més tenia en compte els recursos financers necessaris perquè aquesta autonomia anés efectiva, i els reconeixia a les universitats la seva autonomia financera i la possibilitat que els professors -fins i tot els alumnes- participessin en el govern dels centres.
Amb el seu pensament polític va contribuir significativament a l'ideari polític del maurisme. Destaquen les seves obres sobre Dret i Història. Va morir a Madrid el 17 d'octubre de 1944, als setanta-nou anys.

## Obres
- La reforma del régimen local, el regionalismo y Castilla (conferència) (1908)
- Don Álvaro de Luna y su tiempo
- Vida y empresas de un gran español: Maura
- Isabel La Católica, fundadora de España: Su vida, su tiempo, su reinado (1451-1504)
- Otro desastre más: España en París
- Resumen de legislación de aduanas
- Maquiavelo y el maquiavelismo en España: Mariana Quevedo
- En torno a una revolución
- Trayectoria y significación de España: Del tiempo viejo al tiempo nuevo

- La permanencia de las leyes económicas. Ventosa Calvell, Juan; Silió, César
- Afirmación maurista: Discursos de los señores Zabala, Maura, Silió y Goicoechea